# Jan Staszel
 (janvier 2025).
Si vous disposez d'ouvrages ou d'articles de référence ou si vous connaissez des sites web de qualité traitant du thème abordé ici, merci de compléter l'article en donnant les références utiles à sa vérifiabilité et en les liant à la section « Notes et références ».
Jan Staszel, (né le 15 septembre 1950 à Dzianisz) est un ancien fondeur polonais.

## Palmarès

### Jeux Olympiques
| Épreuve / Édition | Sapporo 1972 | Innsbruck 1976 |
| 15 km             | 33e          | 40e            |
| 30 km             | 29e          | 24e            |
| 50 km             |              | DNF            |
| 4 × 10 km         |              | 13e            |

### Championnats du monde
| Épreuve / Édition | Falun 1974 |
| 30 km             | Bronze     |

### Autres compétitions
- Vainqueur de la 2e édition du Bieg Piastów, en 1977.